# Europees kampioenschap voetbal vrouwen onder 17 - 2016
Het Europees kampioenschap voetbal vrouwen onder 17 van 2016 zal de 9de editie zijn van het Europees kampioenschap voetbal vrouwen onder 17, het jaarlijkse voetbaltoernooi wordt georganiseerd door de UEFA voor alle Europese nationale vrouwenploegen onder 17 jaar. Wit-Rusland, dat werd verkozen door de UEFA op 20 maart 2012, zal het toernooi organiseren.
In totaal nemen 8 landen deel aan het toernooi waarvan de speelgerechtigde spelers zijn geboren op of na 1 januari 1999. Elke wedstrijd duurt 80 minuten, verdeeld over twee helften van 40 minuten, met een pauze van 15 minuten.
Net als in vorige edities die werden gehouden in even jaartallen, zal het toernooi dienen als kwalificatietoernooi voor het Wereldkampioenschap voetbal vrouwen onder 17.
Duitsland won het toernooi voor de vijfde keer in de geschiedenis door in de finale Spanje te verslaan. In de reguliere tijd stond het 0–0. Duitsland won uiteindelijk na strafschoppen (3–2). Engeland werd derde. De 3 beste landen van het toernooi kwalificeerden zich voor het Wereldkampioenschap voetbal vrouwen onder 17 - 2016 in Jordanië.

## Kwalificaties
47 Europese nationale ploegen begonnen aan de competitie, inclusief Wit-Rusland dat zich rechtstreeks heeft geplaatst als gastland. De andere 46 ploegen strijden tijdens de kwalificaties voor de resterende 7 plaatsen op het toernooi.

Gekwalificeerde landen

De kwalificaties bestaan uit twee rondes:
- Kwalificatieronde (1 oktober – 28 oktober 2015)
- Elite ronde (3 maart – 29 maart 2016)

### Gekwalificeerde landen
| # | Land        | Gekwalificeerd als           | Beste prestatie                     |
| - | ----------- | ---------------------------- | ----------------------------------- |
| 1 | Wit-Rusland | Gastland                     | Eerste deelname                     |
| 2 | Duitsland   | Elite Ronde: Winnaar groep 1 | Kampioen (2008, 2009, 2012 en 2014) |
| 3 | Spanje      | Elite Ronde: Winnaar groep 2 | Kampioen (2010, 2011 en 2015)       |
| 4 | Tsjechië    | Elite Ronde: Winnaar groep 3 | Eerste deelname                     |
| 5 | Italië      | Elite Ronde: Winnaar groep 4 | Derde plaats (2014)                 |
| 6 | Noorwegen   | Elite Ronde: Winnaar groep 5 | Vierde plaats (2009)                |
| 7 | Engeland    | Elite Ronde: Winnaar groep 6 | Vierde plaats (2008 en 2014)        |
| 8 | Servië      | Elite Ronde: Beste tweede    | Eerste deelname                     |

## Stadions
| Barysaw            | Barysaw           | Slutsk                                     |
| ------------------ | ----------------- | ------------------------------------------ |
| Borisov Arena      | Haradski Stadion  | City Stadion                               |
| Capaciteit: 13.126 | Capaciteit: 5.402 | Capaciteit: 1.896                          |
|                    |                   | · Barysaw Minsk Slutsk Zjodino Wit-Rusland |
| Minsk              | Zjodino           |                                            |
| Traktor Stadion    | Torpedo Stadion   |                                            |
| Capaciteit: 16.500 | Capaciteit: 6.524 |                                            |
|                    |                   |                                            |

## Scheidsrechters
Er werden in totaal 6 scheidsrechters, 8 assistent scheidsrechters en 2 vierde officials geselecteerd voor dit toernooi.
Scheidsrechters
- Eleni Antoniou (Griekenland)
- Ana Aguiar (Portugal)
- Dimitrina Milkova (Bulgarije)
- Elvira Nurmustafina (Kazachstan)
- Tess Olofsson (Zweden)
- Vera Opeikina (Rusland)

Assistent scheidsrechters
- Oleksandra Ardasheva (Oekraïne)
- Emilie Aubry (Zwitserland)
- Helena Buh (Slovenië)
- Yelena Jermolajeva (Letland)
- Bianca H.P. Scheffers (Nederland)
- Kinga Seniuk-Mikulska (Polen)
- Sibel Yamac Tamkafa (Turkije)
- Kristina Yanuskevich (Kazachstan)

Vierde officials
- Volha Tsiareshka (Wit-Rusland)
- Irina Turovskaya (Wit-Rusland)

## Loting
De loting voor het eindtoernooi in Wit-Rusland vond plaats op 6 april 2016. De deelnemers werden verdeeld in 2 groepen van 4 ploegen. Het principe van reekshoofden gold niet voor dit toernooi. Alleen gastland Wit-Rusland werd automatisch toegekend aan plaats A1.

## Groepsfase
Alle tijden van de wedstrijden staan in Belgische/Nederlandse tijd.

### Groep A
| POS | Land        | M | W | G | V | DV | DT | DS  | PT | Kwalificatie |
| --- | ----------- | - | - | - | - | -- | -- | --- | -- | ------------ |
| 1   | Engeland    | 3 | 3 | 0 | 0 | 19 | 3  | +16 | 9  | Halve Finale |
| 2   | Noorwegen   | 3 | 2 | 0 | 1 | 5  | 3  | +2  | 6  | Halve Finale |
| 3   | Servië      | 3 | 1 | 0 | 2 | 6  | 6  | 0   | 3  |              |
| 4   | Wit-Rusland | 3 | 0 | 0 | 3 | 1  | 19 | –19 | 0  |              |

Speeldag 1
|                  |             |       |                                                             |                                                       |
| 4 mei 2016 15:00 | Wit-Rusland | 1 – 5 | Servië                                                      | Traktor Stadium, Minsk Scheidsrechter: Eleni Antoniou |
| 4 mei 2016 15:00 | Zhitko 68'  |       | Poljak 7' Agbaba 30' Ivanović 48' Filipović 57' Burkert 79' | Traktor Stadium, Minsk Scheidsrechter: Eleni Antoniou |

|                  |                                  |       |               |                                                         |
| 4 mei 2016 15:30 | Engeland                         | 3 – 2 | Noorwegen     | Torpedo Stadium, Zjodzina Scheidsrechter: Vera Opeykina |
| 4 mei 2016 15:30 | Charles 16' Russo 36' Filbey 69' |       | Haug 59', 62' | Torpedo Stadium, Zjodzina Scheidsrechter: Vera Opeykina |

Speeldag 2
|                  |             | |          |                                                  |
| 7 mei 2016 15:00 | Wit-Rusland | 0 – 12                                                                                              | Engeland | City Stadium, Sloetsk Scheidsrechter: Ana Aguiar |
| 7 mei 2016 15:00 |             | Toone 5', 38' Filbey 7', 19' Russo 15', 23' Stanway 29' Cain 71', 75' Smith 74', 80+5' Brazil 80+1' |          | City Stadium, Sloetsk Scheidsrechter: Ana Aguiar |

|                  |        |            |           |                                                               |
| 7 mei 2016 15:00 | Servië | 0 – 1      | Noorwegen | Haradski Stadium, Borisov Scheidsrechter: Elvira Nurmustafina |
| 7 mei 2016 15:00 |        | Maanum 54' |           | Haradski Stadium, Borisov Scheidsrechter: Elvira Nurmustafina |

Speeldag 3
|                   |                    |       |             |                                                         |
| 10 mei 2016 15:00 | Noorwegen          | 2 – 0 | Wit-Rusland | City Stadium, Sloetsk Scheidsrechter: Dimitrina Milkova |
| 10 mei 2016 15:00 | Olsen 18' Ruud 40' |       |             | City Stadium, Sloetsk Scheidsrechter: Dimitrina Milkova |

|                   |              |       |                                                    |                                                      |
| 10 mei 2016 15:00 | Servië       | 1 – 4 | Engeland                                           | Traktor Stadium, Minsk Scheidsrechter: Tess Olofsson |
| 10 mei 2016 15:00 | Ivanović 40' |       | Stanway 47' (pen.) Brazil 68' Charles 71' Cain 76' | Traktor Stadium, Minsk Scheidsrechter: Tess Olofsson |

### Groep B
| POS | Land      | M | W | G | V | DV | DT | DS | PT | Kwalificatie |
| --- | --------- | - | - | - | - | -- | -- | -- | -- | ------------ |
| 1   | Spanje    | 3 | 2 | 1 | 0 | 6  | 3  | +3 | 7  | Halve Finale |
| 2   | Duitsland | 3 | 1 | 2 | 0 | 6  | 2  | +4 | 5  | Halve Finale |
| 3   | Italië    | 3 | 0 | 2 | 1 | 1  | 3  | –2 | 2  |              |
| 4   | Tsjechië  | 3 | 0 | 1 | 2 | 0  | 5  | –5 | 1  |              |

Speeldag 1
|                  |        |       |          |                                                      |
| 4 mei 2016 15:30 | Italië | 0 – 0 | Tsjechië | Haradski Stadium, Borisov Scheidsrechter: Ana Aguiar |
| 4 mei 2016 15:30 |        |       |          | Haradski Stadium, Borisov Scheidsrechter: Ana Aguiar |

|                  |               |       |                                 |                                                      |
| 4 mei 2016 15:30 | Duitsland     | 2 – 2 | Spanje                          | City Stadium, Sloetsk Scheidsrechter: Tess Petersson |
| 4 mei 2016 15:30 | Bühl 44', 74' |       | Rubio 43' Kleinherne 45' (e.d.) | City Stadium, Sloetsk Scheidsrechter: Tess Petersson |

Speeldag 2
|                  |        |       |           |                                                         |
| 7 mei 2016 15:00 | Italië | 0 – 0 | Duitsland | Torpedo Stadium, Zjodzina Scheidsrechter: Vera Opeykina |
| 7 mei 2016 15:00 |        |       |           | Torpedo Stadium, Zjodzina Scheidsrechter: Vera Opeykina |

|                  |          |                |        |                                                          |
| 7 mei 2016 15:00 | Tsjechië | 0 – 1          | Spanje | Traktor Stadium, Minsk Scheidsrechter: Dimitrina Milkova |
| 7 mei 2016 15:00 |          | L. Navarro 54' |        | Traktor Stadium, Minsk Scheidsrechter: Dimitrina Milkova |

Speeldag 3
|                   |                                |       |             |                                                          |
| 10 mei 2016 15:00 | Spanje                         | 3 – 1 | Italië      | Torpedo Stadium, Zjodzina Scheidsrechter: Eleni Antoniou |
| 10 mei 2016 15:00 | Blanco 10' L. Navarro 29', 58' |       | Glionna 62' | Torpedo Stadium, Zjodzina Scheidsrechter: Eleni Antoniou |

|                   |          |                                 |           |                                                               |
| 10 mei 2016 15:00 | Tsjechië | 0 – 4                           | Duitsland | Haradski Stadium, Borisov Scheidsrechter: Elvira Nurmustafina |
| 10 mei 2016 15:00 |          | Ziegler 7', 22' Müller 36', 51' |           | Haradski Stadium, Borisov Scheidsrechter: Elvira Nurmustafina |

## Knock-outfase
|  | halve finale      | halve finale      |       |                | finale           | finale |
|  |                   |                   |       |                |                  |        |
|  | 13 mei – Zhodzina |                   |       |                |                  |        |
|  | Engeland          | 3                 |       |                |                  |        |
|  | Duitsland         | 4                 |       |                |                  |        |
|  |                   |                   |       |                |                  |        |
|  |                   |                   |       |                | 16 mei – Barysaw |        |
|  |                   |                   |       |                | Spanje           | 0 (2)  |
|  |                   | Duitsland         | 0 (3) |                |                  |        |
|  |                   |                   |       |                |                  |        |
|  |                   |                   |       |                | derde plaats     |        |
|  | 13 mei – Zhodzina | 13 mei – Zhodzina |       | 16 mei – Minsk | 16 mei – Minsk   |        |
|  | Spanje            | 4                 |       | Engeland       | 2                |        |
|  | Noorwegen         | 0                 |       |                | Noorwegen        | 1      |

### Halve finale
De winnaars kwalificeerden zich voor het Wereldkampioenschap voetbal vrouwen onder 17 - 2016.
|                   |                           |       |                                        |                                                         |
| 13 mei 2016 19:00 | Engeland                  | 3 – 4 | Duitsland                              | Torpedo Stadium, Zjodzina Scheidsrechter: Tess Olofsson |
| 13 mei 2016 19:00 | Brazil 31' Russo 42', 77' |       | Ziegler 29', 70' Bühl 41' Pawollek 57' | Torpedo Stadium, Zjodzina Scheidsrechter: Tess Olofsson |

|                   |                                             |       |           |                                                         |
| 13 mei 2016 14:00 | Spanje                                      | 4 – 0 | Noorwegen | Torpedo Stadium, Zjodzina Scheidsrechter: Vera Opeykina |
| 13 mei 2016 14:00 | Rubio 48' Na. Ramos 71' L. Navarro 73', 76' |       |           | Torpedo Stadium, Zjodzina Scheidsrechter: Vera Opeykina |

### Kleine Finale
De winnaar kwalificeert zich voor het Wereldkampioenschap voetbal vrouwen onder 17 - 2016.
|                   |           |       |                 |                                                   |
| 16 mei 2016 15:00 | Noorwegen | 1 – 2 | Engeland        | Traktor Stadium, Minsk Scheidsrechter: Ana Aguiar |
| 16 mei 2016 15:00 | Haug 52'  |       | Charles 8', 57' | Traktor Stadium, Minsk Scheidsrechter: Ana Aguiar |

### Finale
|                   |                                                                                    |       |                                                                      |                                                       |
| 16 mei 2016 20:00 | Spanje                                                                             | 0 – 0 | Duitsland                                                            | Borisov Arena, Borisov Scheidsrechter: Eleni Antoniou |
| 16 mei 2016 20:00 |                                                                                    |       |                                                                      | Borisov Arena, Borisov Scheidsrechter: Eleni Antoniou |
| 16 mei 2016 20:00 | Strafschoppen                                                                      |       |                                                                      | Borisov Arena, Borisov Scheidsrechter: Eleni Antoniou |
| 16 mei 2016 20:00 | Lucía Rodríguez Leyre Monente Candela Andújar Lorena Navarro Natalia Ramos Álvarez | 2–3   | Giulia Gwinn Janina Minge Tanja Pawollek Marie Müller Caroline Siems | Borisov Arena, Borisov Scheidsrechter: Eleni Antoniou |

| EK voetbal vrouwen onder 17 Winnaar 2016 |
| ---------------------------------------- |
| DUITSLAND 5e titel                       |

## Doelpuntenmakers
5 doelpunten
- Alessia Russo
- Lorena Navarro

4 doelpunten
- Niamh Charles
- Vanessa Ziegler

3 doelpunten
- Ellie Brazil
- Hannah Cain
- Anna Filbey
- Klara Bühl
- Sophie Haug

2 doelpunten
- Grace Smith
- Georgia Stanway
- Ella Ann Toone
- Marie Müller
- Miljana Ivanović
- Silvia Rubio

1 doelpunt
- Karolina Zhitko
- Tanja Pawollek
- Benedetta Glionna
- Frida Maanum
- Ingrid Olsen
- Emilia Ruud
- Jovana Agbaba
- Teodora Burkert
- Tijana Filipović
- Allegra Poljak
- María Blanco
- Natalia Ramos

Eigen doelpunt
- Sophia Kleinherne (Tegen Spanje)